# Attikowo
Attikowo (ros. Аттиково) – wieś (sieło) w Rosji, w Czuwaszji, w rejonie kozłowskim. W 2010 liczyła 190 mieszkańców.